# Ilex verticillata
Ilex verticillata là một loài thực vật có hoa trong họ Aquifoliaceae. Loài này được (L.) A. Gray mô tả khoa học đầu tiên năm 1856. Đây là một loài cây nhựa ruồi có nguồn gốc từ miền đông Bắc Mỹ ở Hoa Kỳ và đông nam Canada, từ đảo Newfoundland về phía tây đến Ontario và Minnesota, và về phía nam đến Alabama.
Loài này còn được gọi là winterberry (cây quả mọng mùa đông) trong tiếng Anh. Tại Việt Nam, cây còn được gọi là hoa đào đông,  đông đào đỏ, đào Ilex, hoa Trân Châu Ilex, hoa Trân Châu đỏ, và từ khoảng năm 2012, cây được du nhập về Việt Nam như một loại hoa trưng bày Tết.

## Mô tả
Ilex verticillata là một loại cây bụi cao tới 1–5 m (3–16 ft). Đây là một trong số những cây rụng lá, rụng lá vào mùa thu. Ở những nơi ẩm ướt, nó sẽ lan rộng để tạo thành một bụi cây rậm rạp, trong khi ở những nơi đất khô, nó vẫn là một loại cây bụi chặt kín. Các lá có màu xanh bóng, dài 3,5–9 cm (1+3⁄8–3+1⁄2 in), rộng 1,5–3,5 cm (5⁄8–1+3⁄8 in), mép có răng cưa và đỉnh. Những bông hoa nhỏ, thường mọc vào mùa hè, có  đường kính 5 mm (0,20 in), với năm đến tám cánh hoa màu trắng.
Quả là một quả hạch màu đỏ hình cầu có đường kính 6–8 mm (0,24–0,31 in), thường tồn tại trên cành suốt mùa đông, khiến cây có tên tiếng Anh là winterberry (cây quả mọng mùa đông, cây dâu mùa đông). Giống như hầu hết các loài nhựa ruồi chi Bùi, loài này có cây đực và cây cái riêng biệt; cần có ít nhất một cây đực gần gũi những cây cái để thụ phấn và để đơm hoa kết trái.
Loài này đặc biệt xuất hiện ở môi trường đất ngập nước, nhưng cũng có trên cồn cát khô và đồng cỏ. Quả mọng là nguồn thức ăn quan trọng cho một số loài chim, trong đó có chim cổ đỏ Mỹ. Cây cũng thường được trồng làm cây cảnh trong vườn. Những cành trơ trụi phủ đầy quả mọng vào mùa đông cũng rất phổ biến để cắt và sử dụng trong việc cắm hoa trang trí.

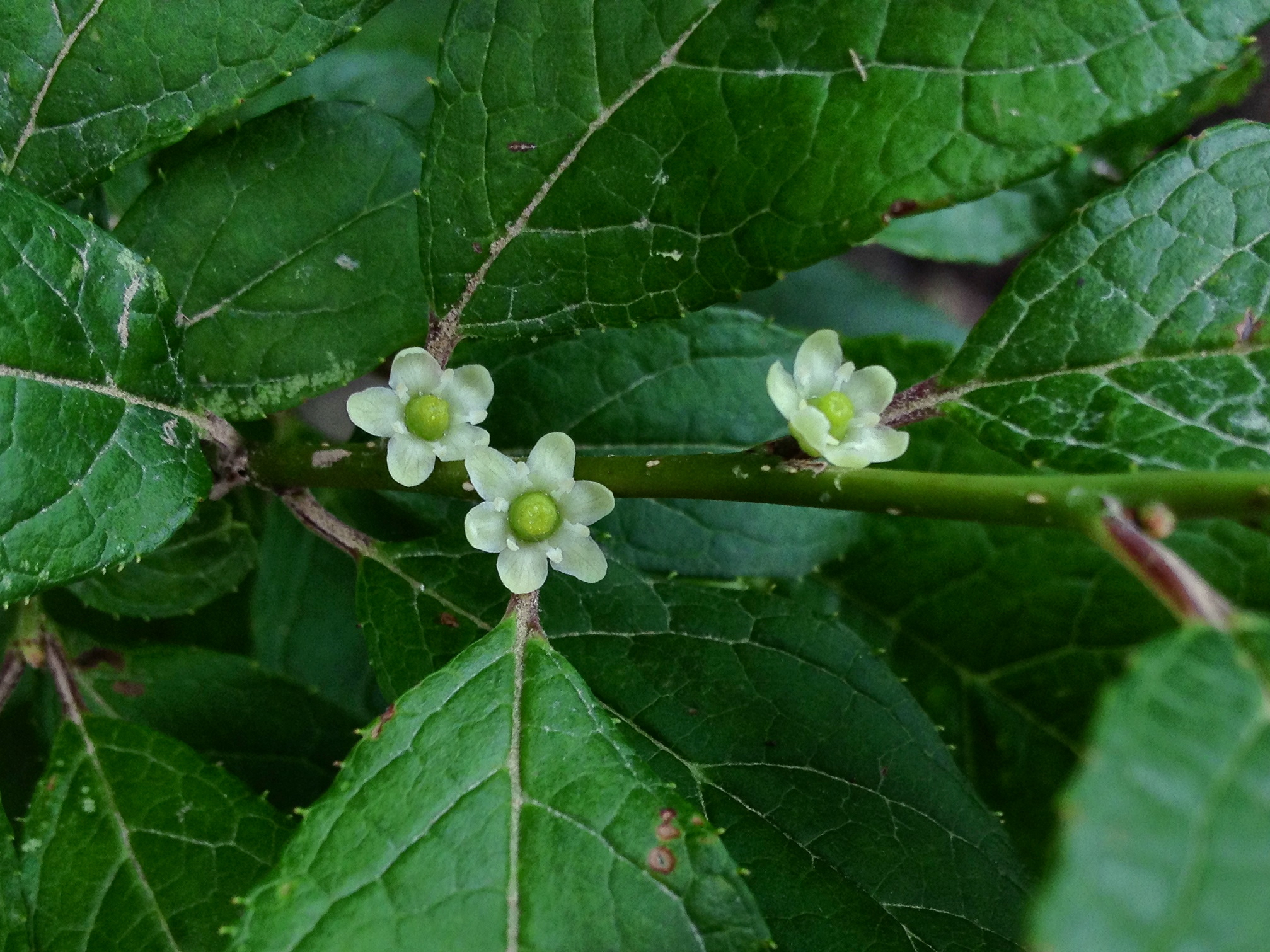
Cây Cái, hoa vào đầu mùa hè
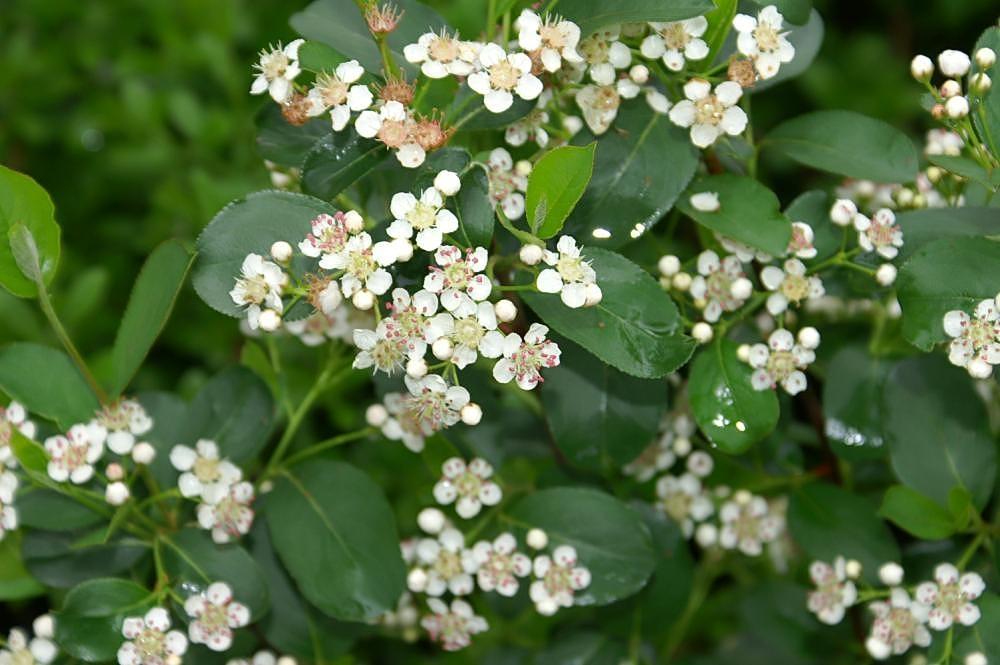
Hoa
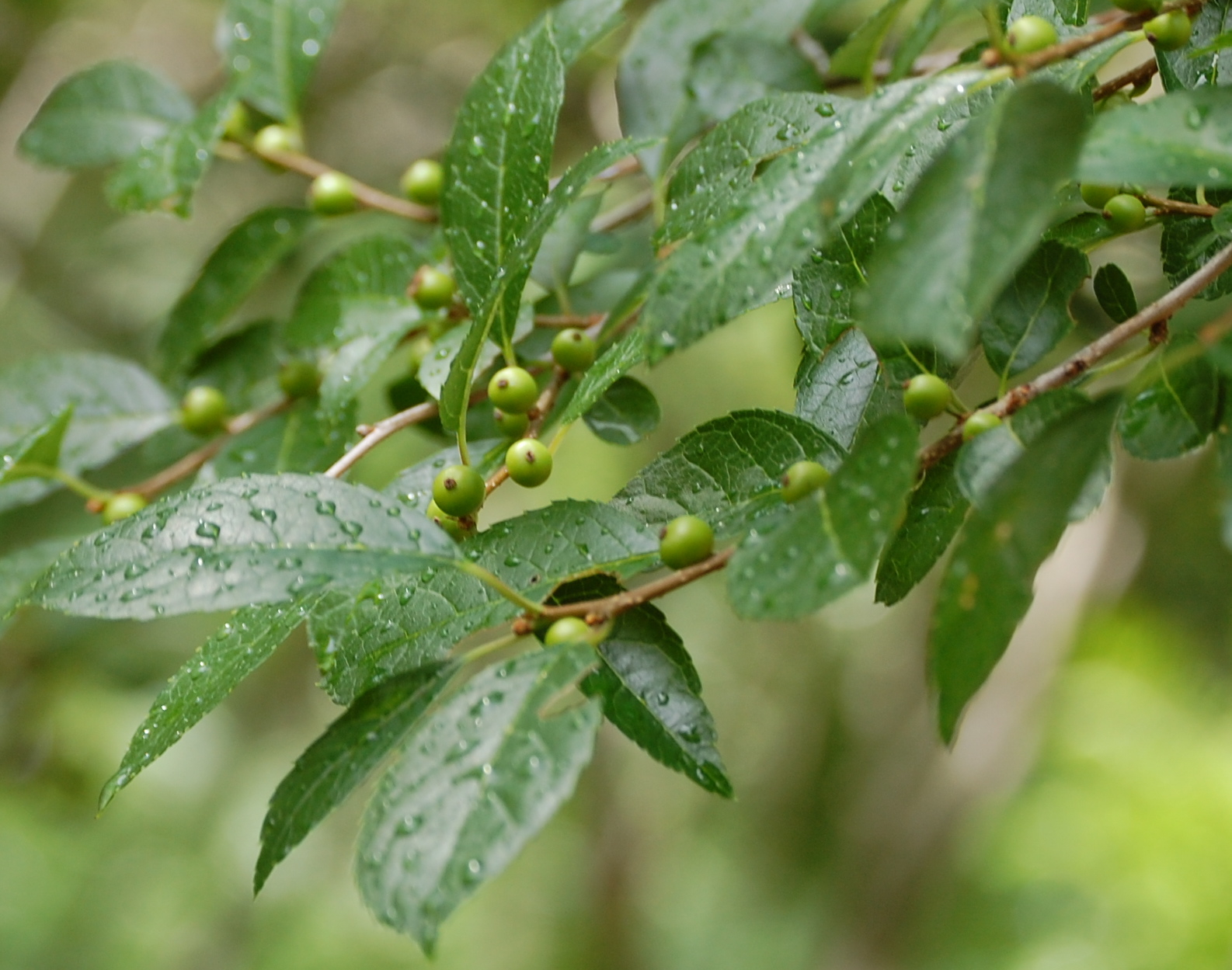
Lá và quả chưa chín vào mùa hè
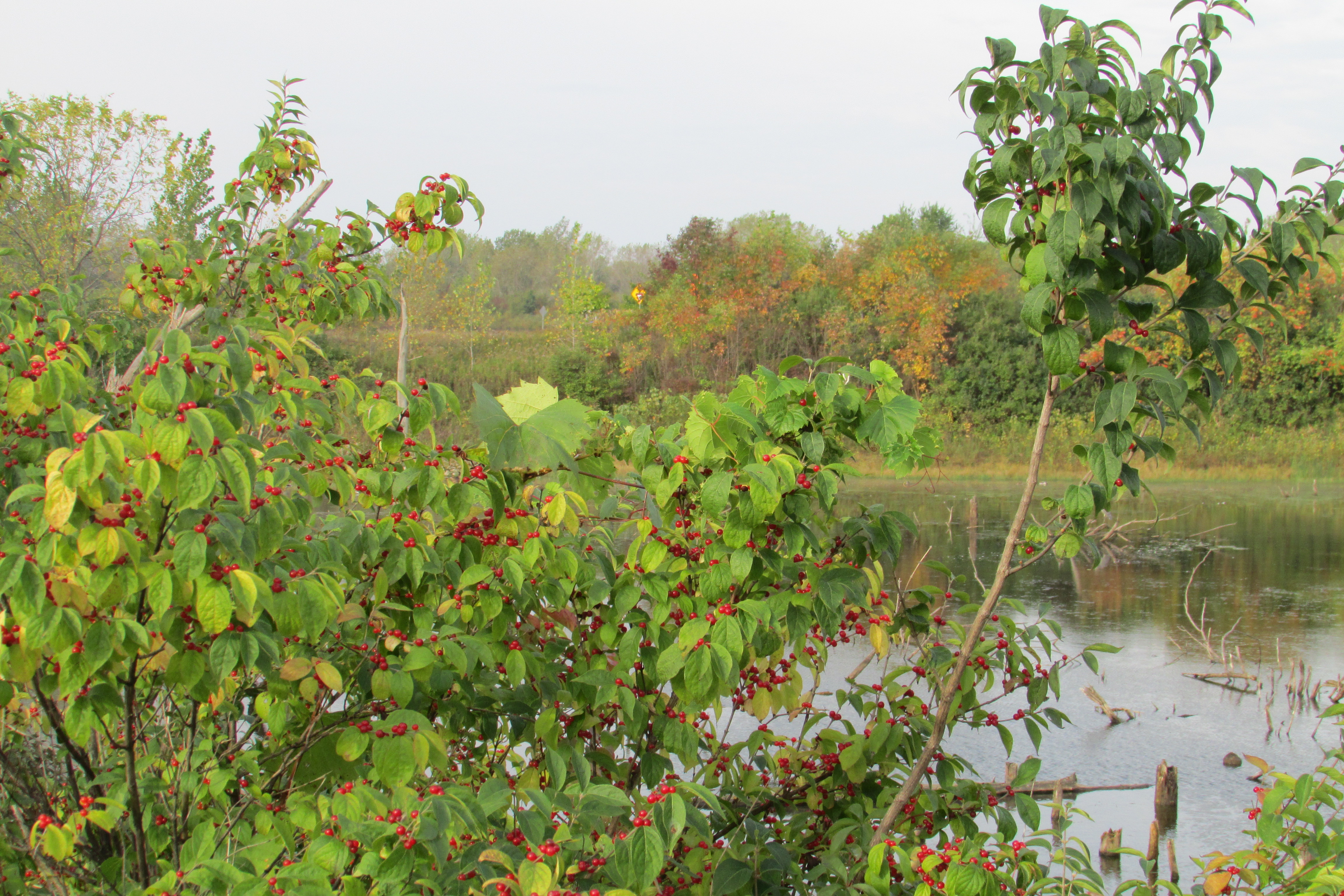
Bụi cây
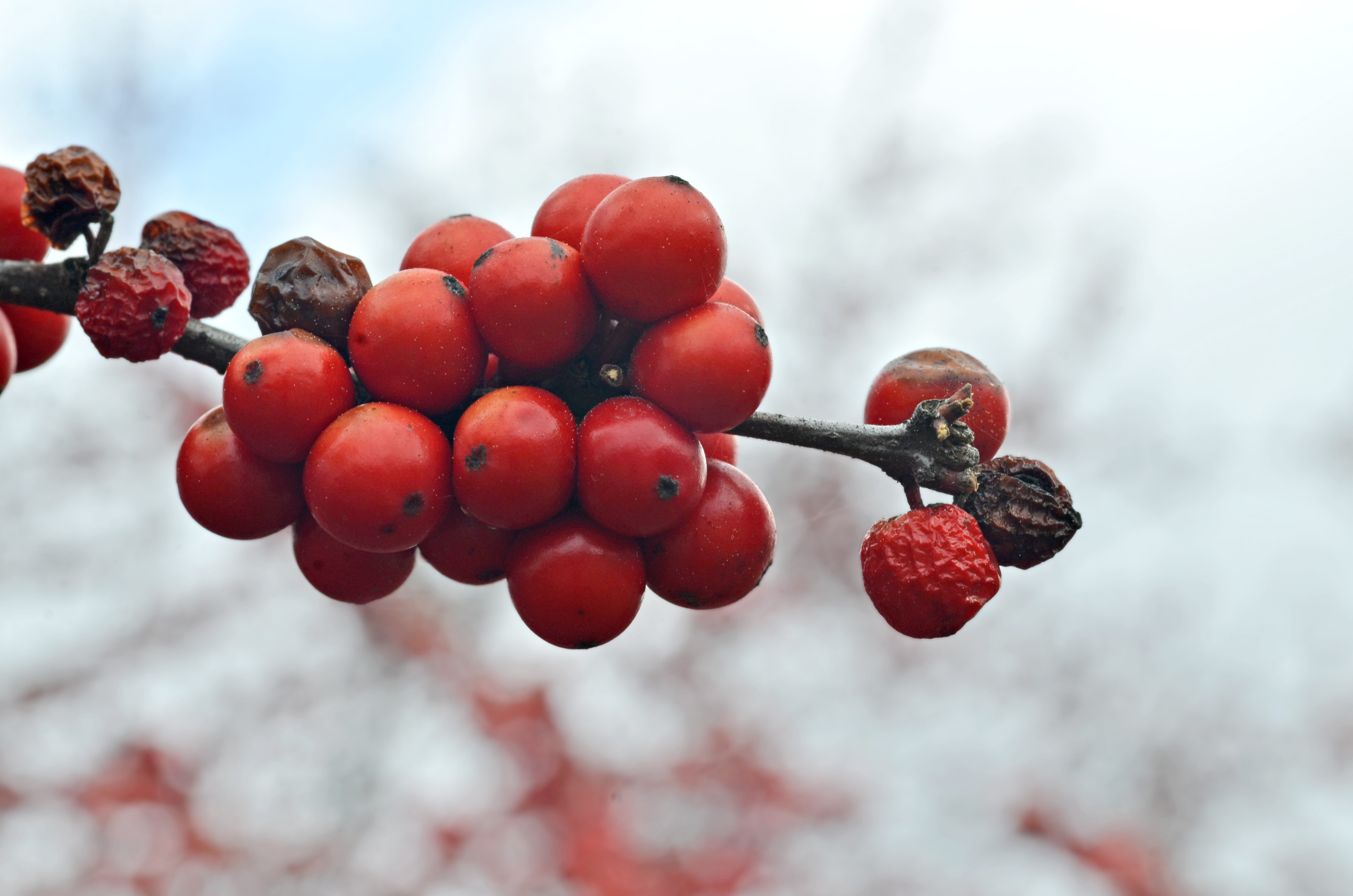
Quả vào mùa đông
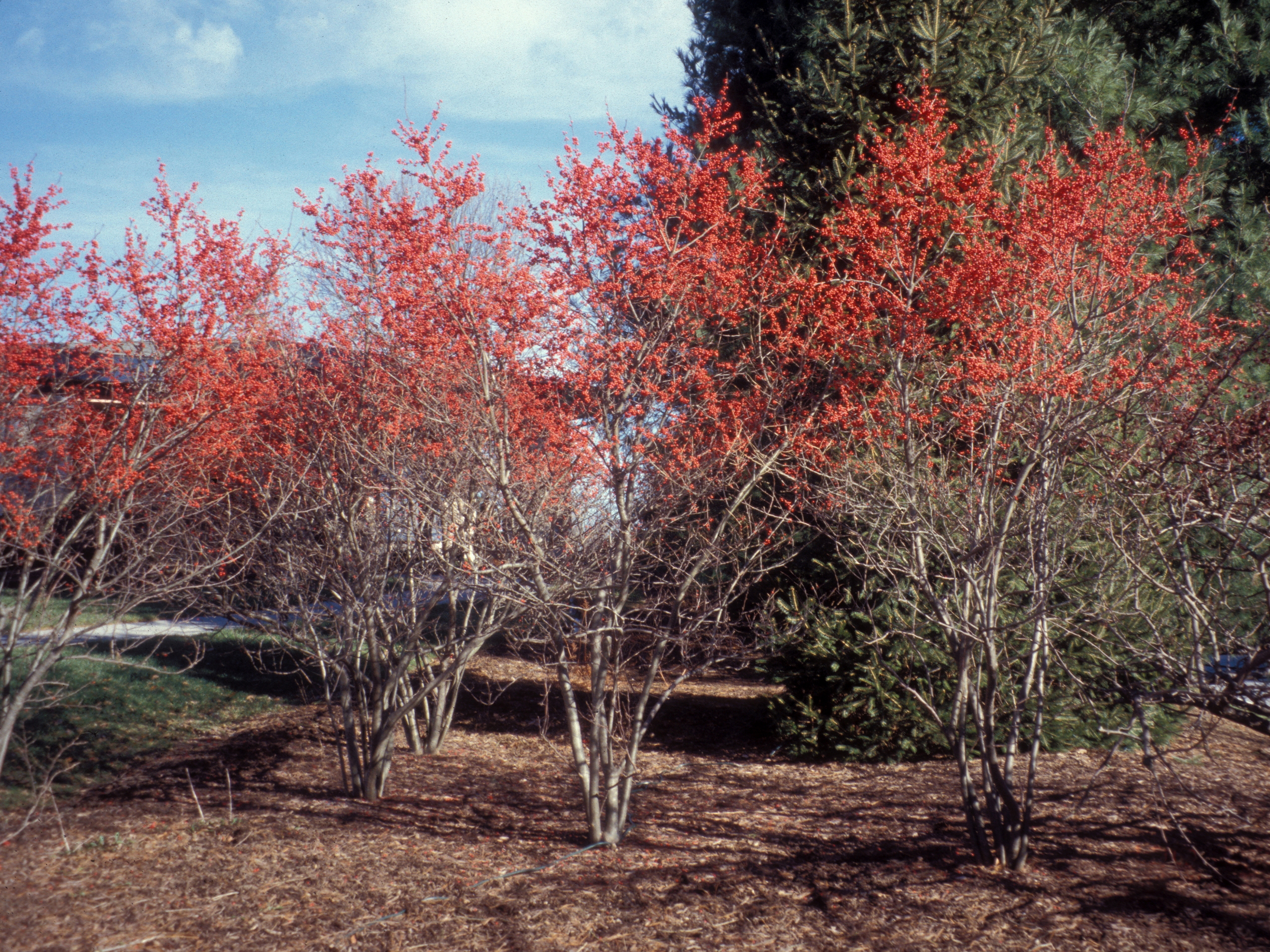
Cây với quả mọng vào mùa đông
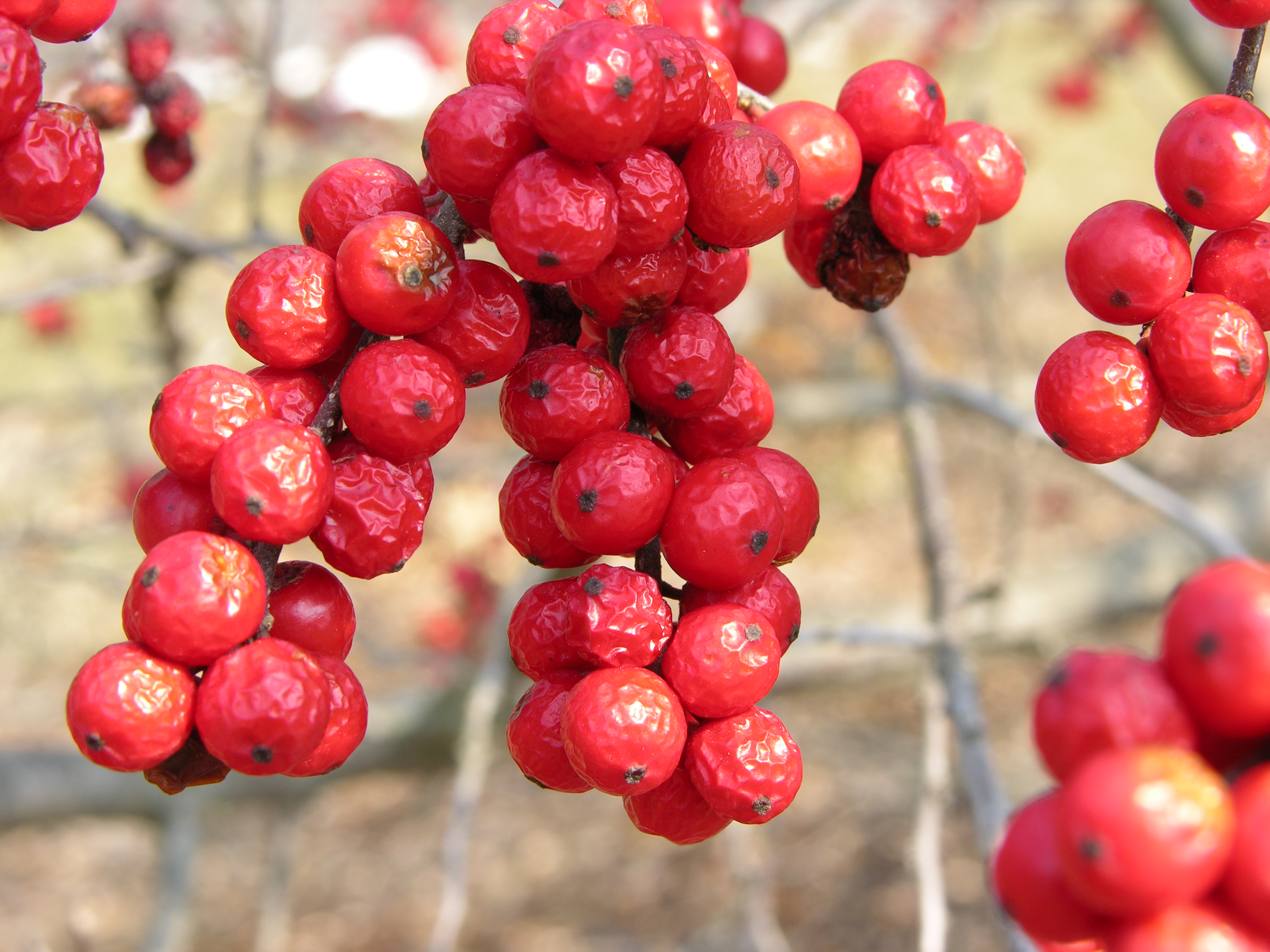
Cận cảnh quả mọng

## Cây cảnh
Là loại cây dễ trồng, rất ít bệnh tật hay sâu bệnh. Mặc dù đất chua và ướt là tối ưu, cây Ilex verticillata sẽ phát triển tốt trong khu vườn bình thường. Có nhiều giống cây trồng có sẵn, khác nhau về kích thước, hình dạng của cây và màu sắc của quả mọng. Ít nhất một cây đực phải được trồng gần một hoặc nhiều cây cái để chúng đơm hoa kết trái. Bởi vì cả giống cái và giống đực đều có giống ra hoa sớm và muộn, nên những cây đực phải được chọn để có cùng thời điểm với những cây cái mà được dự định thụ phấn.
Ilex verticillata được đánh giá cao như một loại cây cảnh trong vườn vì màu sắc tươi sáng giữa mùa đông từ những quả mọng dày đặc, có khả năng nổi bật hơn do mất tán lá vào mùa rụng lá; do đó, cây được trồng ngay cả ở những nơi mà các loại cây thường xanh khác cũng được trồng. Những cành trơ trụi phủ đầy quả mọng cũng rất phổ biến để cắt và sử dụng trong việc cắm hoa trang trí. Vào mùa thu, những chiếc lá chuyển sang màu vàng đôi khi có pha chút đỏ và cam.

## Hình ảnh

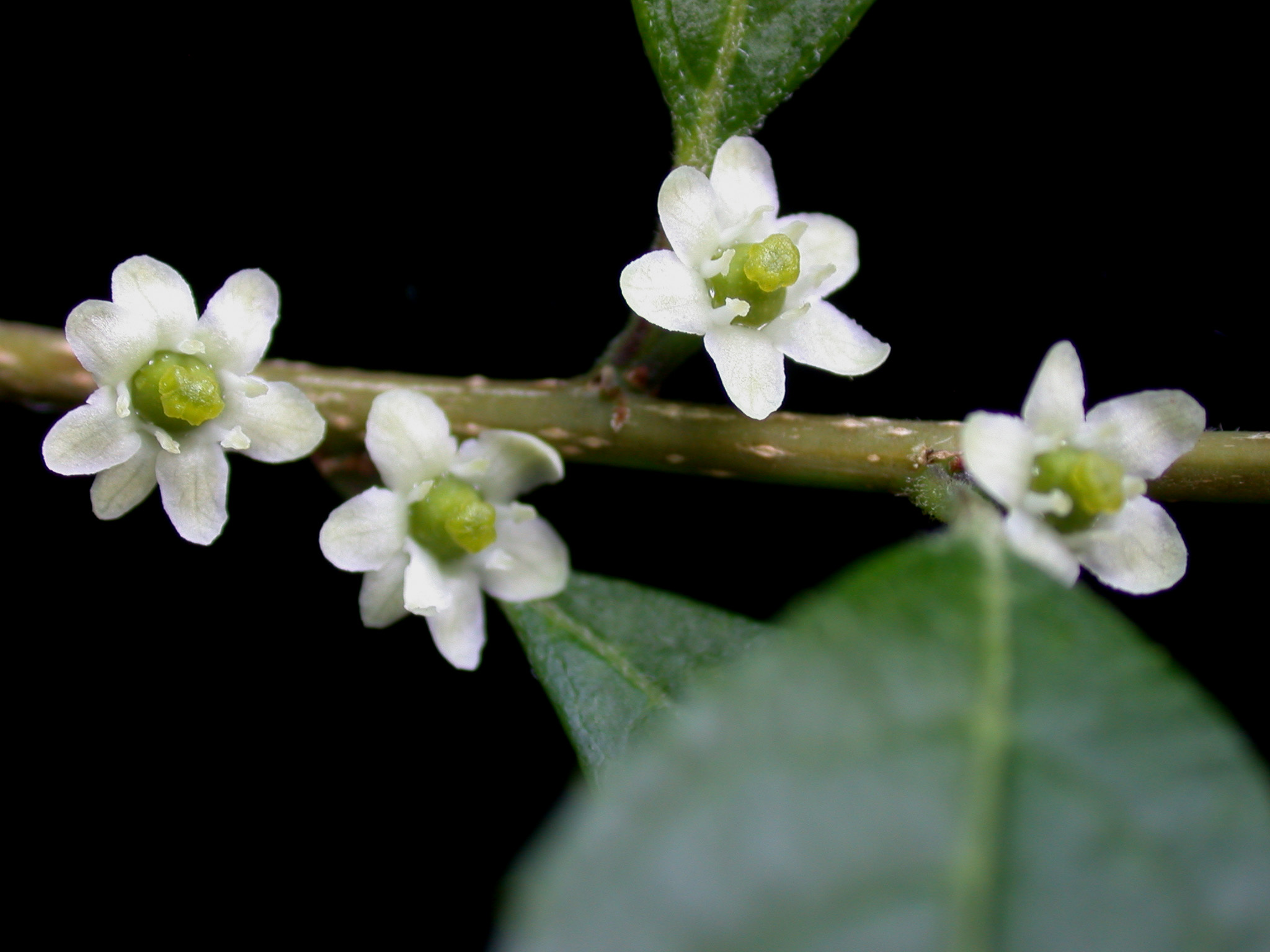
Cận cảnh hoa vào mùa hè
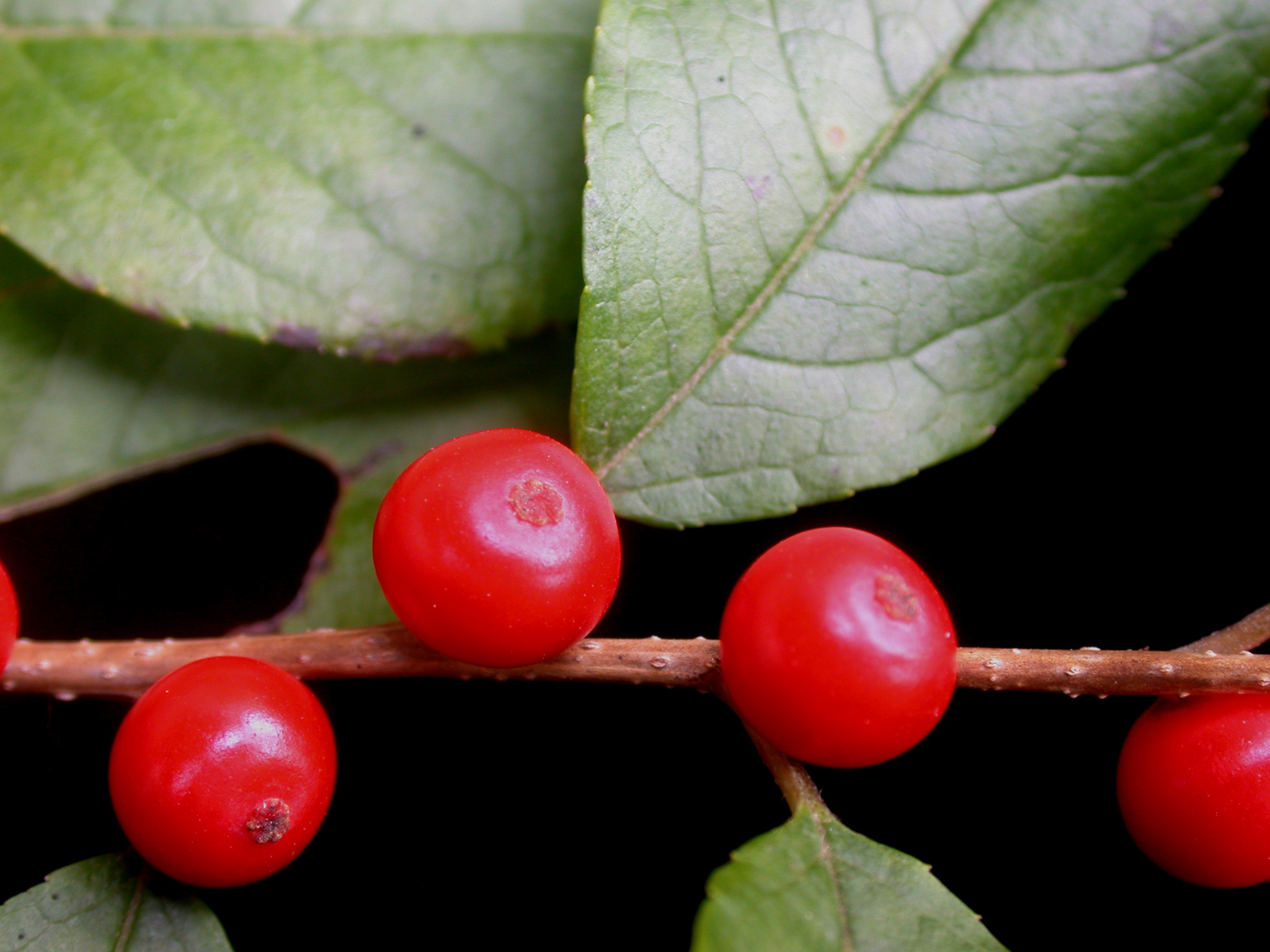
Cận cảnh  quả và lá
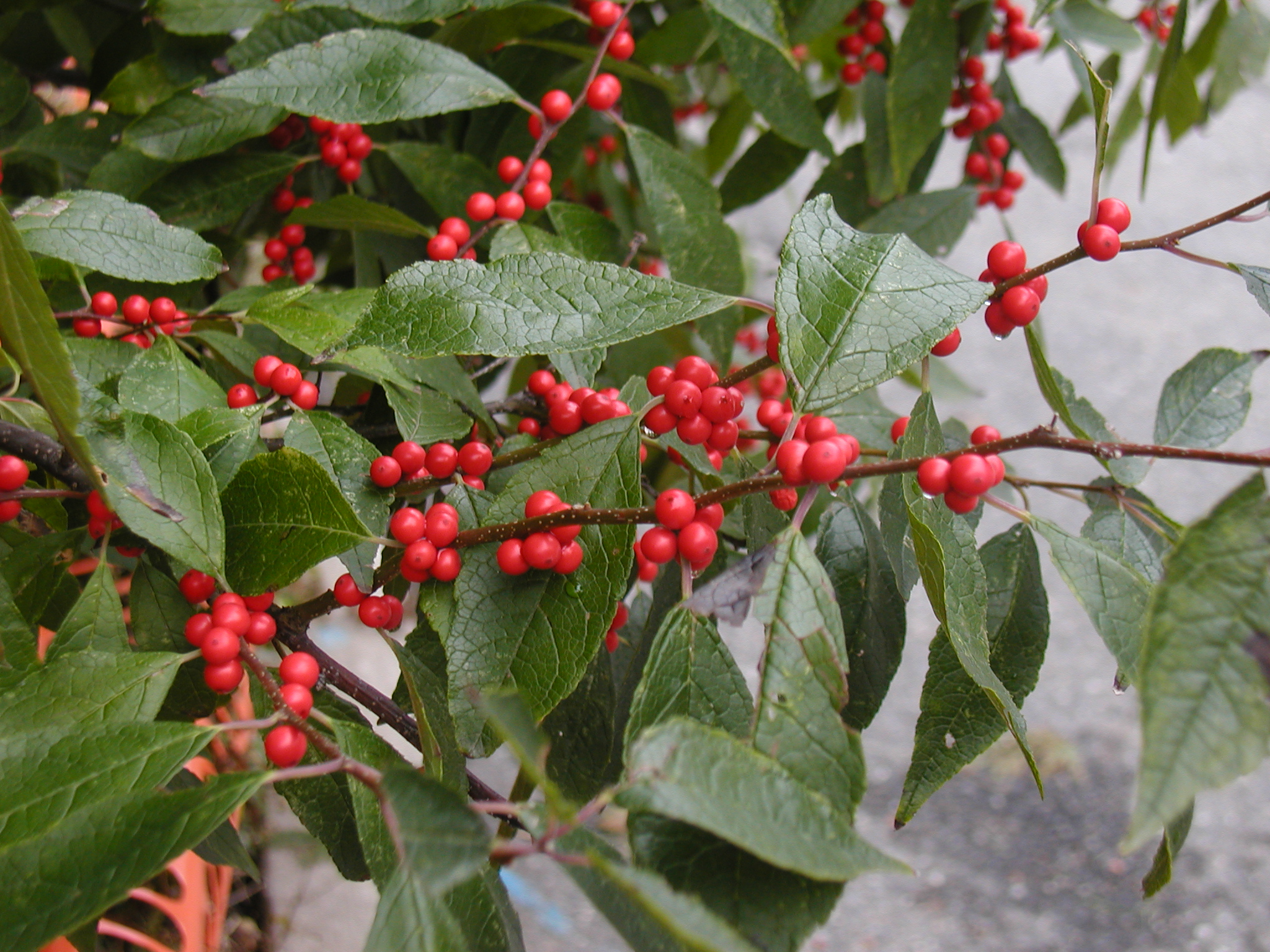
Giữa mùa thu
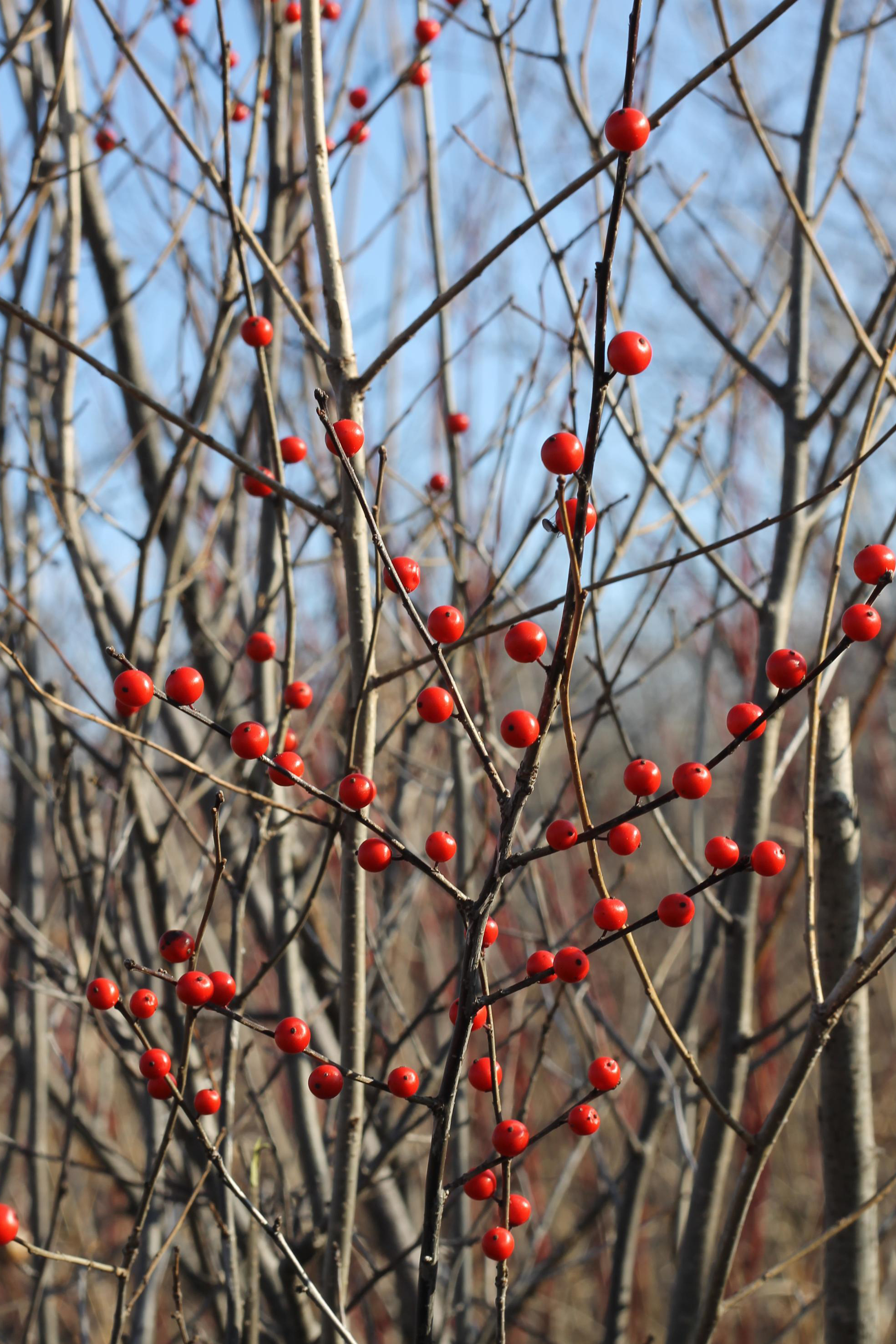
Mùa đông
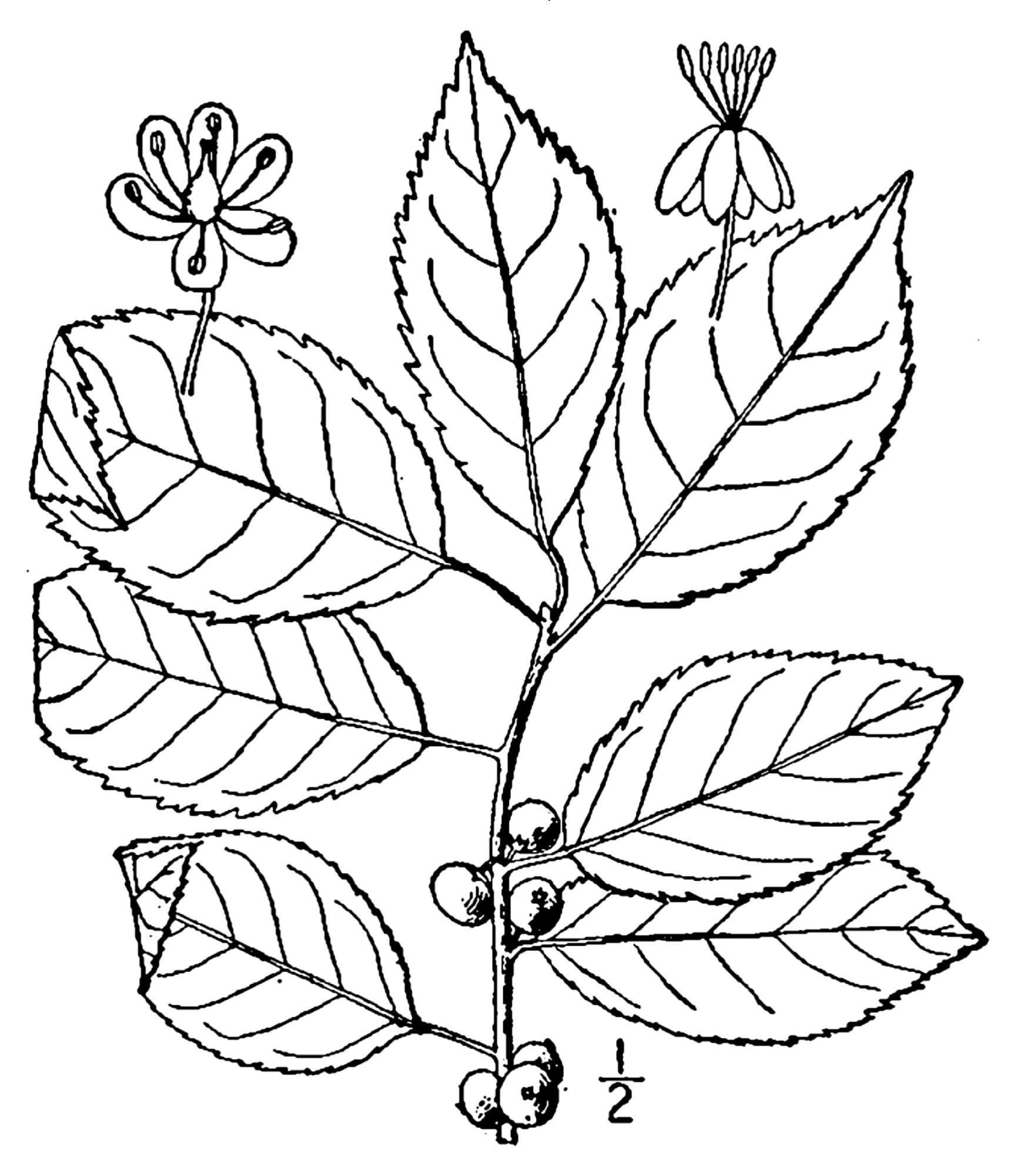
minh họa năm  1913
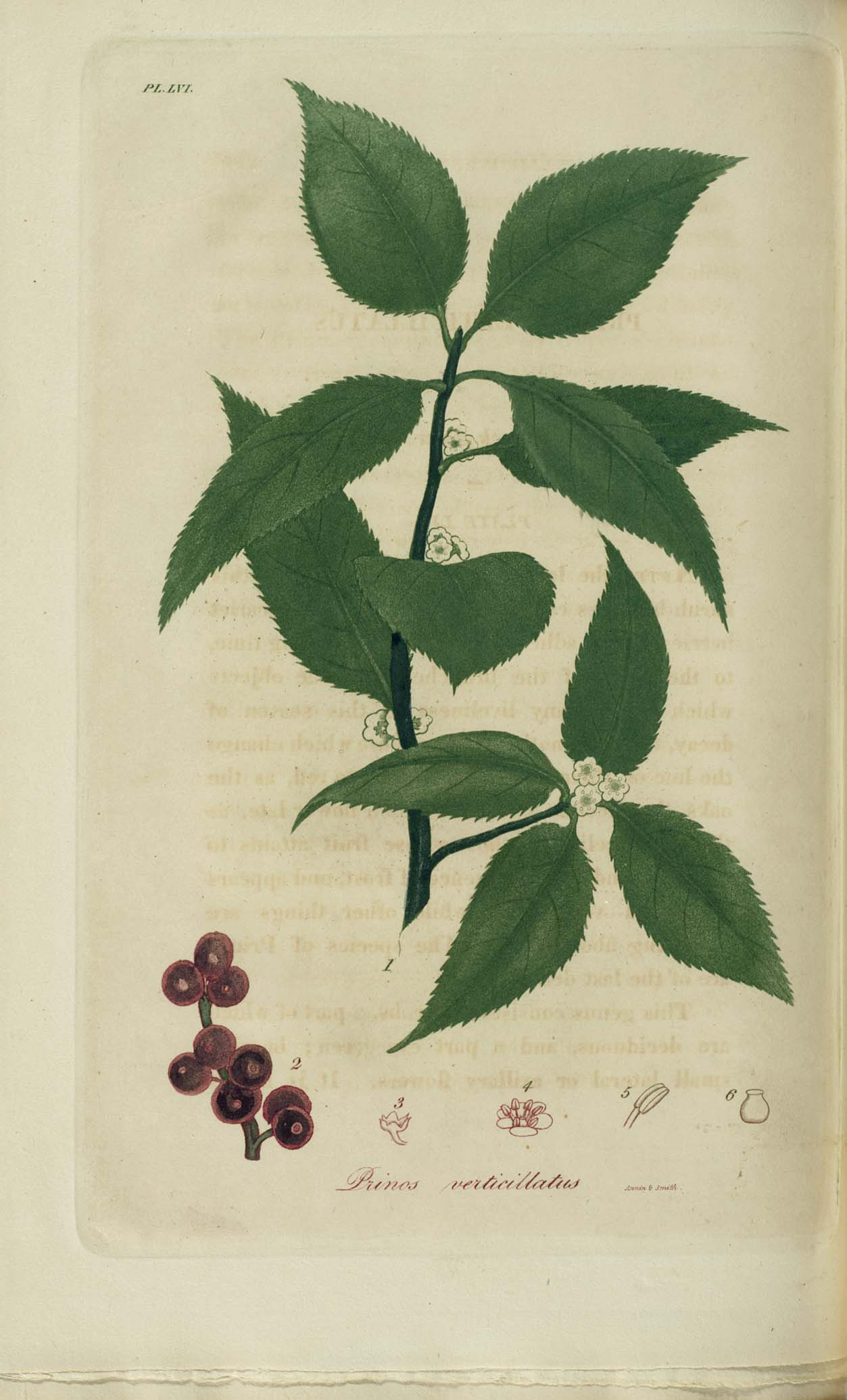
minh họa từ: Jacob Bigelow. Thực vật học y tế Hoa Kỳ: là một bộ sưu tập các cây thuốc bản địa của Hoa Kỳ. Boston: Cummings và Hilliard, 1817-1820. 3 quyển.
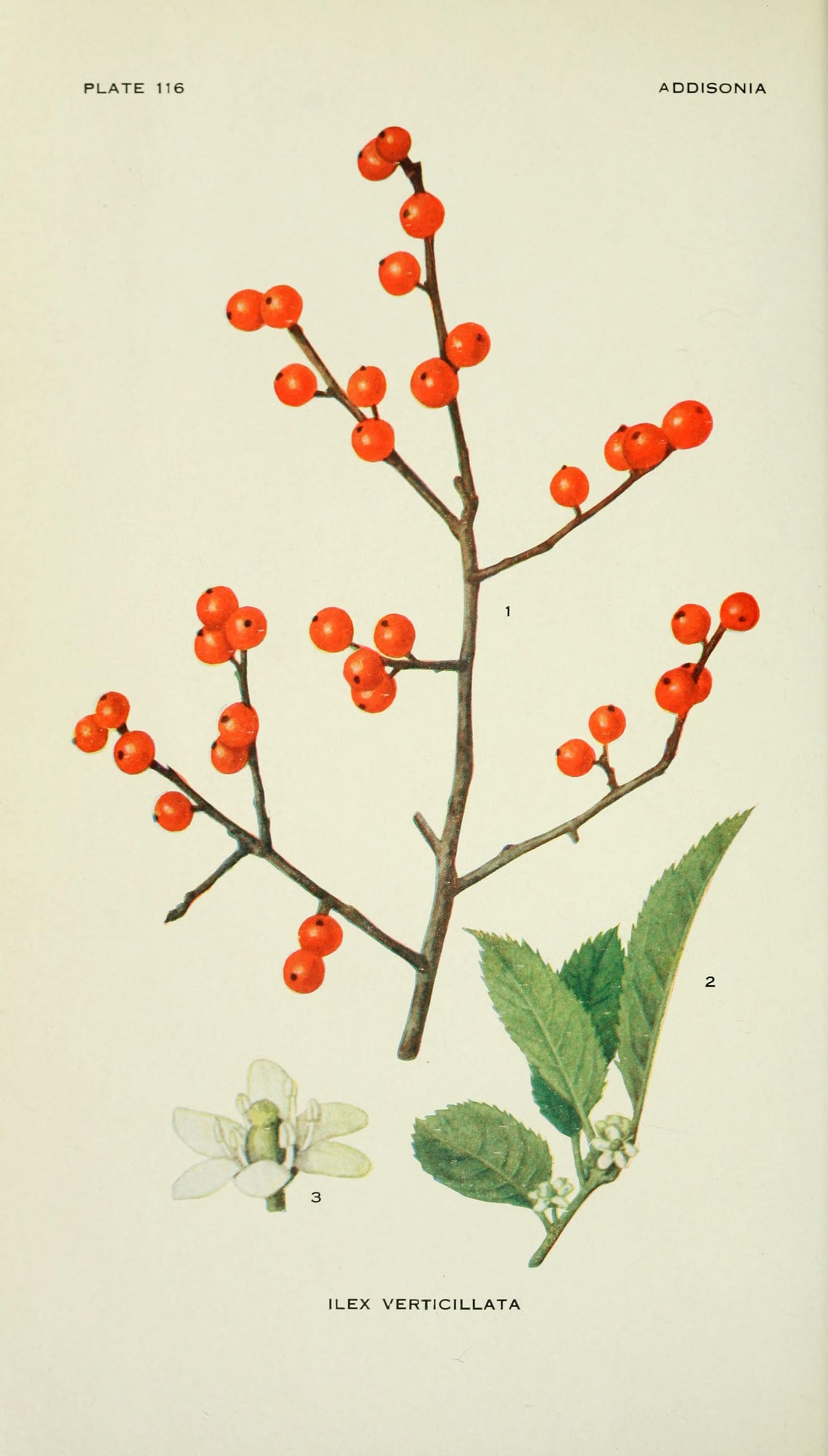
minh họa năm  1918